# Eric Brown (pilote)
Pour les articles homonymes, voir Eric Brown et Brown.
Eric Melrose Brown est un aviateur anglais, né le 21 janvier 1919 à Leith (quartier d'Édimbourg) en Écosse et mort le 21 février 2016 à Redhill en Angleterre. Il détient le record du nombre de types d'avions différents pilotés, avec 487 types d'appareils, ainsi que du nombre d'atterrissages sur porte-avions, avec 2407. Le 3 décembre 1945, il est le premier pilote à avoir décollé et atterri sur un porte-avion, le HMS Ocean, avec un avion à réaction.

## Biographie
Le 21 décembre 1941, Brown sert sur le porte-avions d'escorte HMS Audacity lorsque ce dernier est torpillé par le sous-marin allemand U-571. Grâce à leurs gilets de sauvetage, Brown et un autre pilote furent les seuls survivants de ce naufrage.
À partir de 1942, Brown sert comme pilote d'essai et est promu chef des pilotes d'essai du RAE de Farnborough. Il procède à des essais d'avions allemands, japonais et italiens capturés pendant la Seconde Guerre mondiale, ainsi que d'avions américains et soviétiques. Il effectue notamment les essais d'un Messerschmitt 262 et est le seul pilote non-allemand à avoir piloté le Me 163 Komet à propulsion.
Dans les années 1950, il sert comme pilote d'essai britannique au U.S Navy Air Test Center (NATC) sur la base aérienne de Patuxent River.
Il prend sa retraite de la Royal Navy en 1970.
En 1994, il effectue son dernier vol à l'âge de 75 ans,
En 1982, Brown devient président de la Royal Aeronautical Society.
Brown a piloté toutes les catégories d'aéronefs : planeurs, chasseurs, bombardiers, hydravions, hélicoptères et aéronefs à décollage et atterrissage verticaux. Il a survécu à onze accidents d'avions.

## Distinctions
En 1942 il est décoré de la Distinguished Service Cross.
Le 2 mai 1944, Brown est décoré de l'Ordre de l'Empire britannique (MBE) pour ses contributions et habilité lors d'essais aéronautiques dangereux.
En 1947, il reçoit l'Air Force Cross britannique.
En 1970, il est nommé Commander of the British Empire (CBE).

## Publications
- Duels in the Sky, Naval Institute Press, 1988,  (ISBN 978-0870210631).
- Wings of the Luftwaffe, Ottringham, 2010,  (ISBN 9781902109152).